# Schockniere
Als Schockniere bezeichnet man ein in Zusammenhang mit einem manifesten Schockgeschehen auftretendes, mehr oder minder ausgeprägtes Nierenversagen. Die im Rahmen eines Schockgeschehens ablaufende Zentralisation führt auch an den Nieren zu einer anfänglichen Vasokonstriktion und dadurch zur Ischämie des Nierengewebes. Wenn im Rahmen eines Schockgeschehens das Harnvolumen abnimmt und/oder die Retentionsparameter zunehmen, ist dabei an eine Schockniere zu denken.

## Pathogenese
Eine Hypovolämie, ein kardiogener Schock (durch Herzschwäche ausgelöster Schockzustand), aber auch eine Verminderung des venösen Rückflusses zum Herzen (zusammengefasst „zirkulatorische“ Gründe), sind die Hauptursache für eine Schockniere und damit für ein akutes Nierenversagen. Die im Rahmen eines Schockgeschehens auftretende Zentralisation führt auch an den Nieren zu einer anfänglichen Vasokonstriktion und dadurch zur Ischämie des Nierengewebes. Weit überproportional davon betroffen ist die Nierenrinde, wodurch sich die Harnproduktion deutlich verringern kann, oder gar sistiert. In den Glomeruluskapillaren entstehen dabei Mikrothromben.

## Diagnose und Verlauf
Grundsätzlich ist bei einer Reduktion des Harnvolumens und/oder bei einem Ansteigen der Retentionsparameter (Spiegel harnpflichtiger Substanzen wie Kreatinin im Blut) im Rahmen eines mehr oder weniger ausgeprägtem Schockgeschehens differenzialdiagnostisch an eine Schockniere zu denken. Sonographisch ist typischerweise die Echogenität der Nierenrinden diffus vermehrt und die der Markpyramiden vermindert.
Sinkt oder sistiert infolge eines Schockgeschehens und der damit verbundenen Verminderung der Durchblutung der Nierenrinde die Harnproduktion (An- oder Oligurie), so spricht man von der „oligurischen“ oder „anurischen“ (in manchen Literaturstellen auch „oligoanurischen“) Phase. Erholt sich die Nierenfunktion im weiteren Verlauf, so kommt es zur Polyurie (vermehrtes Harnvolumen). In diesem „polyurischen“ Stadium ist die Diurese zwar gesteigert, die Harnkonzentration aber noch vermindert. Die Retentionsparameter fallen oft bereits in diesem Stadium. Eine Restitutio ad integrum (Heilung) ist möglich.

## Therapie
In der Phase der verminderten Diurese ist in vielen Fällen, bis zu Einsetzen der polyurischen Phase, eine Hämodialyse indiziert. In der polyurischen Phase ist auf eine ausreichende Gabe von Flüssigkeit zu achten, weil in diesem Stadium die Niere nicht in der Lage ist, den Harn dem Hydratationszustand des Körpers entsprechend angemessen zu konzentrieren.